# Komitat Bars
Das Komitat Bars (deutsch selten auch Komitat Barsch; ungarisch Bars vármegye, slowakisch Tekovská župa/stolica, lateinisch Comitatus Barsiensis) war eine Verwaltungseinheit im Nordwesten des Königreichs Ungarn. Verwaltungssitz war zuletzt Aranyosmarót (slowakisch Zlaté Moravce).
Das Gebiet liegt in der heutigen Mittel- und Südslowakei, der slowakische Name Tekov wird jetzt als inoffizielle Bezeichnung für dieses Gebiet verwendet.

## Lage

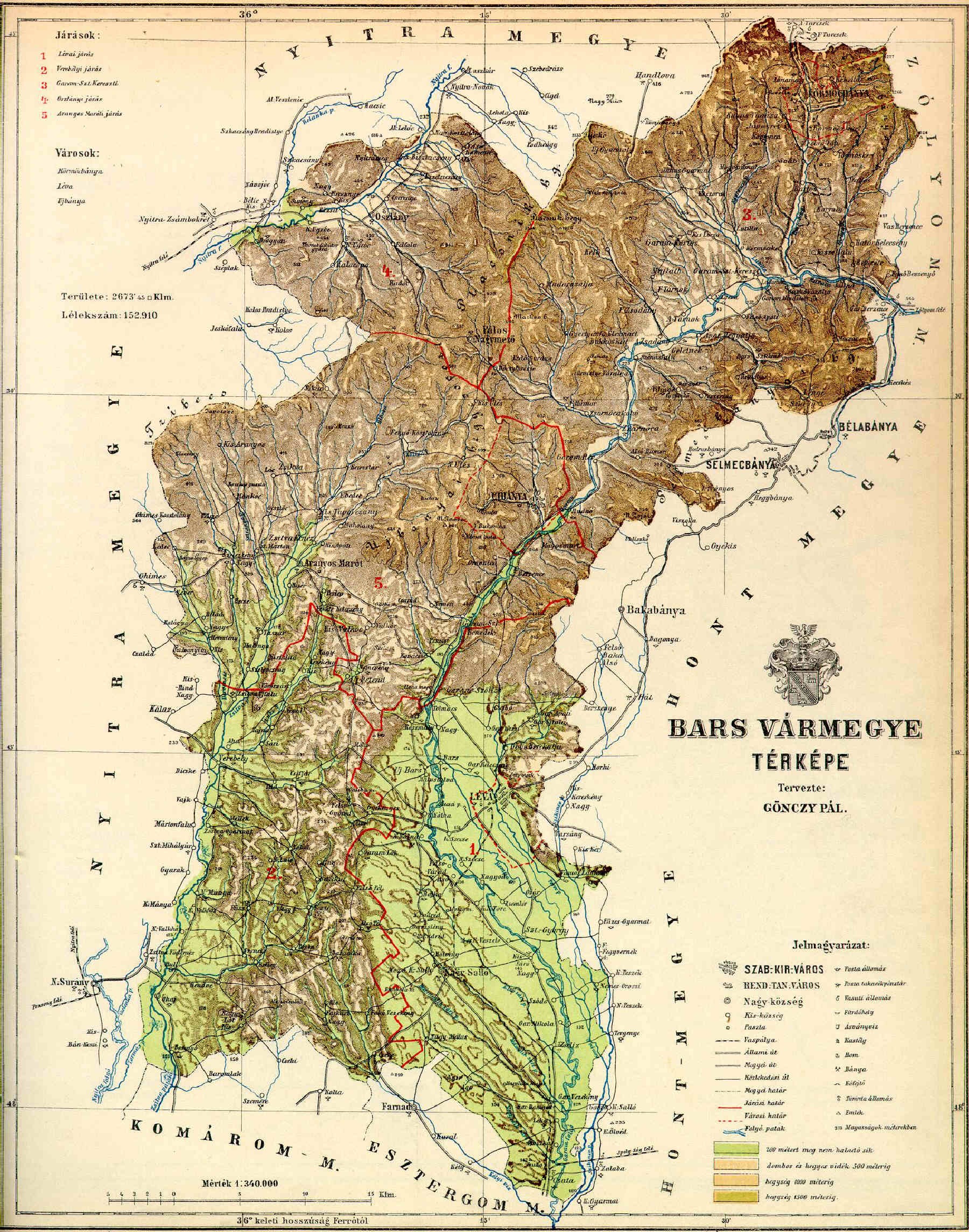
Karte des Komitats Bars um 1890

Das Komitat grenzte im östlichen Norden an das Komitat Turóc, im Nordosten an das Komitat Sohl (Zólyom), im Osten an das Komitat Hont, im östlichen Süden an das Komitat Gran (Esztergom), im Süden an das Komitat Komorn (Komárom) und im Westen und Norden an das Komitat Neutra (Nyitra).
Es erstreckte sich entlang des Flusses Garam (heute Hron) und wurde im Osten durch das Komitat Hont, im Norden durch die Orte Körmöcbánya (heute Kremnica) und Felsőbesenyő  (heute Hronská Dúbrava; beide zum Gebiet gehörend), im Westen durch den Fluss Zsitva (heute Žitava) und im Süden durch die Orte Zsitvabesenyő   (heute Bešeňov; zum Gebiet gehörend) und Bény (heute Bíňa; nicht zum Gebiet gehörend) begrenzt. Die Flüsse Garam und Zsitva durchflossen das Gebiet.
1910 gab es im Komitat 178.500 Einwohner auf einer Fläche von 2.724 km².

## Verwaltungssitze
Anfänglich befand sich der Verwaltungssitz auf der Burg Barsch bei Óbars (heute Starý Tekov), nordwestlich von Léva (heute Levice), danach auf der Burg Lewenz in Léva, ab dem späten 16. Jahrhundert in Kistapolcsány (heute Topoľčianky) und seit dem späten 18. Jahrhundert in Aranyosmarót (heute Zlaté Moravce).

## Geschichte
Das Komitat entstand im 11. Jahrhundert. Zu Beginn des 14. Jahrhunderts wurde das Gebiet im Norden auf Kosten des Komitats Sohl erweitert. 1918 wurde das Gebiet durch tschechoslowakische Truppen besetzt und kam durch den Vertrag von Trianon 1920 zur Tschechoslowakei.
Von 1938 bis 1945 kam die südliche Hälfte des ehemaligen Komitats aufgrund des Ersten Wiener Schiedsspruchs erneut zu Ungarn. Der ungarische Teil wurde mit dem südlichen ebenfalls ungarischen Teil des ehemaligen Komitats Hont zum Komitat Bars-Hont vereint, dessen Verwaltungssitz das nun erneut ungarische Léva wurde.
Nach dem Ende des Zweiten Weltkriegs kam das Gebiet wieder vollständig zur Tschechoslowakei, und nach deren Zerfall in die Staaten Tschechien und Slowakei 1993 wurde die Landschaft ein Teil der Slowakei.

## Bezirksunterteilung

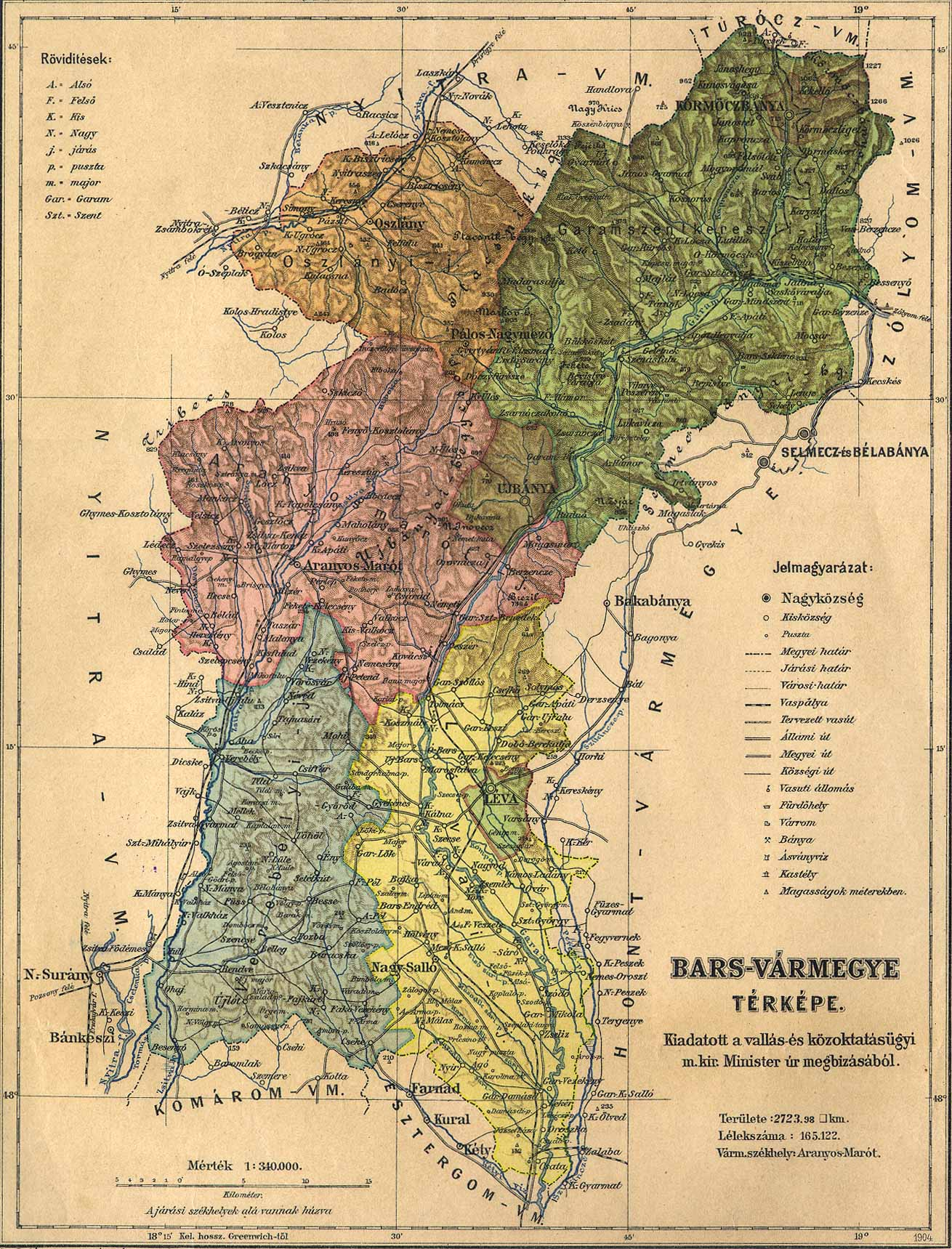
Administrative Karte

Das Komitat bestand im frühen 20. Jahrhundert aus folgenden Stuhlbezirken (nach dem Namen des Verwaltungssitzes benannt):
| Stuhlbezirke (járások)                   | Stuhlbezirke (járások)                   |
| Stuhlbezirk                              | Verwaltungssitz                          |
| ---------------------------------------- | ---------------------------------------- |
| Aranyosmarót                             | Aranyosmarót, heute Zlaté Moravce        |
| Verebély                                 | Verebély, heute Vráble                   |
| Léva                                     | Léva, heute Levice                       |
| Oszlány                                  | Oszlány, heute Oslany                    |
| Garamszentkereszt                        | Garamszentkereszt, heute Žiar nad Hronom |
| Stadtbezirke (rendezett tanácsú városok) |                                          |
| Léva, heute Levice                       |                                          |
| Körmöcbánya, heute Kremnica              |                                          |
| Újbánya, heute Nová Baňa                 |                                          |